# Kohske
Kohske (コースケ) est une mangaka japonaise née le 14 septembre 1985 à Sapporo, dans la région d'Hokkaidō.

## Biographie
Kohske  fait ses débuts dans le monde du manga en février 2009, avec la publication d'une nouvelle intitulée Postman dans le magazine de l'éditeur Square Enix. Une seconde nouvelle, The Man I Love, sera publiée trois mois plus tard en mai.
En 2010, elle commence sa première série au long cours, Gangsta.. Lancée en mars 2011 dans le magazine Monthly Comic@Bunch (月刊コミック@バンチ, Gekkan Comic@Bunch), la série rencontre un succès immédiat. Elle est classée en 2012 numéro 1 des mangas au NEXT Break Manga ranking best 50, un classement établi par consultation de 3000 libraires. Dans la postface du premier volume, l'auteure avoue avoir repris des personnages qu'elle dessinait pour son propre plaisir, mais qu'elle n'a pas eu le temps de poser précisément son univers, improvisant plus ou moins la construction de l'intrigue à chaque nouveau chapitre. Le manga est adapté pour la télévision en 2015, sous forme d'une série de 12 épisodes, et parait ensuite sous forme de DVD. La même année, la série dépasse 1 million d'exemplaires avec 6 tomes. 
Au début de la série, la mangaka travaillait avec un(e) seul(e) assistant(e), Fukuzawa, pour les deux premiers tomes. Son équipe s'agrandit par la suite, jusqu'à ce que Kohske ait six assistants autour d'elle.
En 2013, la mangaka se lance en parallèle dans une nouvelle série, Doodle, qui est publiée dans Go Go Bunch, une publication annexe du Monthly Comic@Bunch. Le récit raconte l'histoire d'un « monstre blanc » au service d'un enfant, prêt à tuer pour lui. À ce jour, ce titre n'a pas encore connu de sortie en volumes reliés.
En marge de ses activités de mangaka, Koshke réalise aussi depuis 2013 les illustrations des romans Indigo no Yoru, écrits par la romancière Miaki Kato (ja).
En mai 2017, elle ouvre un compte Twitter où elle poste des informations sur  sa vie, ses séries et des illustrations. Et depuis 2019, elle a un compte Pixiv, qui lui permet de publier des illustrations et d’être rémunérée.
Elle aime les oiseaux.

### Santé
L'auteure est souvent amenée à devoir se rendre à l'hôpital. En 2020, elle annonce qu'elle a un lupus érythémateux disséminé,,. Cela se traduit par de fortes fièvres fréquentes, des malaises, une paralysie au niveau des doigts, et elle ne voit plus que d'un œil,,.

### Piratage
En 2018, elle se plaint du piratage systématique de Gangsta. par des sites illégaux qui la privent de revenus, et menace d'en arrêter la publication si le phénomène persiste.

## Œuvres

### Mangas
Liste des mangas réalisés ou coréalisés par Kohske:
- 2009 : POSTMAN, chapitre oneshot, Shonen GanGan, Square Enix
- 2009 : THE MAN I LOVE, chapitre oneshot, Weekly Comic Bunch, Shinchosha
- 2011- : Gangsta., Monthly Comic@Bunch, Shinchosha[15]
- 2012 : Dawn of the Dead (ドーンオブザデッド, Doun obu za deddo?), chapitre oneshot, Young Jump édition spéciale Aoharu, Shueisha
- 2013 : Doodle, 3 chapitres, Gogo Bunch, Shinchosha
- 2014-2018 : Gangsta: Cursed.EP_MARCO ADRIANO, en tant que scénariste, Gogo Bunch, 05 tomes, Shinchosha[16]

### Autres
- 2012 : illustrations pour des cartes de tarot, version Gangsta[17]
- 2013 : illustrations de couverture et illustrations pour Indigo no Yoru (インディゴの夜?) de Miaki Kato
- 2013 : illustration pour l'édition spéciale Weekly Young Jump Miracle Jump n° 15
- 2013 : Kohske GANGSTA. ARTWORKS
- 2020 : contribution pour le tome 20 de Bunchou-sama to Watashi
- 2022 : illustration pour fond d'écran - EVE ghost enemies (ja)

## Adaptations

### Anime
- 2015 : Gangsta (Studio Manglobe)

### CD-Drama
- 2014, 2015, 2016 : Gangsta (8)[18]

### Roman
- 2015 : Gangsta. - Original Novel (GANGSTA.: オリジナルノベル, GANGSTA. : Orijinaru noberu?), écrit par Junichi Kawabata

## Diffusion à l'international
Gangsta. est publié :
- en français par les éditions Glénat ;
- en espagnol par Milky Way Ediciones.